# Даєв В'ячеслав Євгенович
В'ячеслав Євгенович Даєв (рос. Вячеслав Евгеньевич Даев, нар. 6 вересня 1972, Тула) — радянський та російський футболіст, що грав на позиції захисника. По завершенні ігрової кар'єри — тренер.
В'ячеслав Даєв починав грати у другому дивізіоні і лише в 22 роки був помічений і запрошений до вищого. Його завжди цінували як чіпкого і жорсткого захисника з хорошим чуттям і високою стартовою швидкістю. Завоювання висот російського футболу Даєв починав в калінінградській «Балтиці», потім перейшов у московське «Торпедо», де став бронзовим чемпіоном, а в складі ЦСКА — срібним. У 2001 році Даєв був запрошений Олегом Романцевим в національну збірну Росії і відіграв за команду вісім матчів і потрапив в заявку на чемпіонат світу 2002 року, проте вийти на поле так і не зміг через серйозну травму.

## Клубна кар'єра
Народився 6 вересня 1972 року у Тулі. Вихованець футбольної секції Тульського машинобудівного заводу. Першим його тренером був Віктор Єрмаков. Згодом грав за збірну інститутів Смоленська. На першості РРФСР серед вузів тренував команду Валерій Тимофійович Салимов. У 1991 році він порекомендував Даєва в «Знамя труда» з Орєхово-Зуєво. Взимку В'ячеслав захворів, але все одно продовжував тренуватися. Навантаження давали порядні — в результаті отримав проблеми із серцем. Лікарі порадили футболісту взяти паузу. Чекати в клубі ніхто не збирався, і оскільки контрактів тоді ще не було і значився Даєв робочим на місцевому комбінаті, то гравця виключили з команди. Даєв повернувся до Смоленська. Півроку вів життя звичайного студента, не сподіваючись в футболі вже на щось серйозне. Заявили Даєва по старій пам'яті за «Іскру».
У 1992 році В'ячеслав Даєв провів один матч за «Арсенал» (Тула). Це була товариська гра проти збірної профспілок Марокко. Даєв не підійшов тренерському штабу «Арсеналу» і не був заявлений за команду.
1993 року потрапив в «Кристал», що утворився на базі команди смоленського інституту фізкультури. Там для гравця зробили щадний режим тренувань і поступово організм адаптувався до навантажень, і згодом за серце побоювань не виникало.

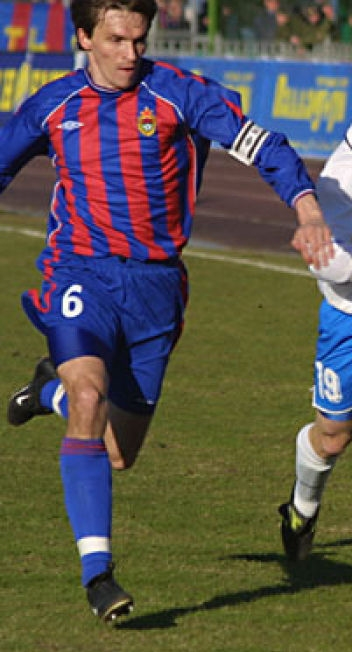
В'ячеслав Даєв під час виступів за ЦСКА. 17 березня 2002 року

1995 року після вдалих переглядів став гравцем клубу Вищої ліги «Крила Рад» (Самара). Проте в команді не затримався і незабаром зі скандалом її покинув. Справа в тому, що за контрактом Даєву повинні були надати квартиру. Відбулася затримка. І футболіст подав заяву в КДК. Це був привід, щоб скоріше піти з «Крил». Команда виступала невдало, Даєв допускав багато не властивих для себе ляпів. Навколо пішли розмови, мовляв, Даєв — випадкова фігура у вищій лізі. Самарські вболівальники теж любові до гравця не мали, вважали «дерев'яним». Тому В'ячеслав поїхати готовий був куди завгодно, хоч тренер команди Олександр Авер'янов відпускати гравця не хотів.
Тим не менш футболіст таки покинув самарців і став гравцем «Балтики», яка нічого конкретного не обіцяла і поїздка туди була чистої води авантюрою. Тренер калінінградців Леонід Ткаченко на позиції ліберо награвав іншого захисника — Олександра Ролевича і Даєву відводилась роль запасного, але конкурент зламався в першому ж турі, внаслідок чого Даєв потрапив в основний склад, де в майбутньому і закріпився. У цьому клубі В'ячеслав відзначився вперше у матчі Вищої ліги. У домашньому матчі проти «Тюмені» після першого тайму рахунок був 0:0. У ролі форварда у команді діяв Андрій Федьков, грою якого Ткаченко був вкрай незадоволений. І в перерві несподівано тренер замінив його на Даєва, який до цього грав виключно у захисті. Тим не менш у В'ячеслава було два моменти — один з яких він використав і «Балтика» перемогла 2:0.
За підсумками сезону 1998 року «Балтика» вилетіла в перший дивізіон, і гравця вирішили запросити московські ЦСКА і «Торпедо». Даєв пішов в ЦСКА. Уже й угоду приватне уклав. Проте було потрібно залагодити ряд питань з «Балтикою», з якою у Даєва був діючий контракт, а армійські керівники заявили, щоб гравець сам розібрався з розірванням контракту. У захисниках у тренера ЦСКА Олега Долматова не було великої потреби. Зате в «Торпедо» поставилися так, що він вирішив перейти саме в цей клуб: Даєв з Калінінграда прилетів з родиною до Москви і далі на електричці збирався поїхати до батьків в Тулу. Дізнавшись про це, Даєву в «Торпедо» надали автомобіль і відвезли в Тулу, незважаючи на те що ніяких паперів з клубом футболіст ще не підписував. В підсумку гравець провів у клубі три повноцінні сезони, провівши там найкращі роки своєї кар'єри і виріс в гравця збірної.
З «Торпедо» Даєв планував вирушити за кордон. Мова, за словами агента, йшла про «Шальке 04», «Грассхоппер» і італійський клуб серії А. І тут на гравця вийшов президент московського ЦСКА Євген Гінер, який запропонував умови, не гірше, ніж в «Шальке» або на Апеннінах. Крім того, клуб з Москви і не треба було їхати за кордон без знання мови і чітких перспектив. Таким чином на початку 2002 року Даєв таки потрапив в столичне ЦСКА. Туди набрали багато молодих хлопців і на їх тлі тридцятирічний В'ячеслав був ветераном, у якого не було права на помилку, а це сильно давило на психіку. Під кінець сезону головний тренер москвичів Валерій Газзаєв заявив, що на позиції Даєва буде використовувати молодого Богдана Шершуна і В'ячеслав покинув команду, не бажаючи сидіти у дублі. З «армійцями» Даєв здобув свій єдиний трофей — Кубок Росії, хоча у фіналі через травму не виступав.
Завершив професійну ігрову кар'єру у клубі «Шинник», за команду якого виступав протягом 2003—2004 років.

## Виступи за збірну
У 2001 році головний тренер національної збірної Росії регулярно викликав Даєва до збірної, але незмінно залишав на лавці. Потім в Москві в контрольному матчі з греками не включив навіть в число запасних. А через два тижні — 1 вересня у найважливішій грі проти Словенії несподівано випустив в основному складі, незважаючи на те, що ніхто із захисників травм не отримував. Тим не менш дебютна гра для В'ячеслава виявилась невдалою — збірна Росії поступилася з рахунком 1:2, а Словенія реалізувала спірний пенальті наприкінці зустрічі, який заробив саме Даєв.
У другому своєму матчі за збірну, проти швейцарців, Даєву не довелося хвилюватися. Він з'явився на полі замість Юрія Дроздова в той момент, коли росіяни вели з рахунком 2:0. Досвідчений Віктор Онопко на правах капітана тут же дав В'ячеславу установку: «Грай строго на своїй позиції правого захисника. В атаці у нас і так все виходить». І Даєв зробив свою справу: загроз з його флангу не надходило, та й Комізетті виявився не таким вже нестримним.
В підсумку Даєв допоміг збірній кваліфікуватись на чемпіонат світу 2002 року в Японії і Південній Кореї. Проте на останньому тренуванні перед грою з Японією у момент удару по м'ячу Даєв отримав травму і дочасно покинув розташування збірної, так і не зігравши на «мундіалі».
Останній матч за збірну Росії провів незабаром після чемпіонату світу, 21 серпня 2002 року, проти збірної Швеції, гра завершилася внічию 1:1. Протягом кар'єри у національній команді, яка тривала усього 2 роки, провів у формі головної команди країни 8 матчів.

## Кар'єра тренера
У 2004 році Дажв завершив кар'єру гравця, але з футболом не розлучився. Спочатку був дитячим тренером в торпедівській школі, а потім короткий час (з 22 червня по 31 липня 2007 року) був в.о. головного тренера «Торпедо» (Москва). 30 травня 2008 року знову зайняв пост головного тренера першої команди «Торпедо» (Москва). Очолювана Даєвом команда не змогла зберегти місце в Першому дивізіоні ПФЛ 2008 року і вилетіла в Аматорський чемпіонат, свій дивізіон якого команда з Даєвим виграла у 2009 році. 7 грудня 2009 року покинув пост головного тренера «Торпедо».
З січня 2011 очолював юніорську збірну Росії (гравці 1992 року народження).
З 2013 року був старшим тренером ДБУ ФК «ФШМ» і тренером команд гравців 1999 року народження.
| Дата       | Місто    | Господарі | Результат | Гості     | Турнір            | Голи | Примітки |
| ---------- | -------- | --------- | --------- | --------- | ----------------- | ---- | -------- |
| 01/09/2001 | Любляна  | Словенія  | 2 – 1     | Росія     | Відбір до ЧС 2002 | -    |          |
| 06/10/2001 | Москва   | Росія     | 4 – 0     | Швейцарія | Відбір до ЧС 2002 | -    | 26'      |
| 14/11/2001 | Рига     | Латвія    | 1 – 3     | Росія     | товариський матч  | -    |          |
| 13/02/2002 | Дублін   | Ірландія  | 2 – 0     | Росія     | товариський матч  | -    | 90'      |
| 27/03/2002 | Таллінн  | Естонія   | 2 – 1     | Росія     | товариський матч  | -    | 46'      |
| 17/04/2002 | Сен-Дені | Франція   | 0 – 0     | Росія     | товариський матч  | -    |          |
| 17/05/2002 | Москва   | Росія     | 1 – 1     | Білорусь  | LG Cup 2002       | -    | 46'      |
| 21/08/2002 | Москва   | Росія     | 1 – 1     | Швеція    | товариський матч  | -    | 46'      |
| Усього     |          | Матчів    | 8         |           | Голів             | 0    |          |

## Титули і досягнення
- Володар Кубка Росії (1):

ЦСКА (Москва): 2002